# 芸人ドキュメンタリー 下がり上がり
『芸人ドキュメンタリー 下がり上がり』（げいにんドキュメンタリー さがりあがり）とは、フジテレビにて2015年7月から2017年6月まで不定期に放送されていた特別番組・ドキュメンタリー番組である。

## 概要
劇場の控室で出番前、という架空の設定。芸人が抱えている悩みなどを、松本人志（ダウンタウン）と陣内智則がじっくりと聞く。出番のブザーが鳴ると、芸人はそのまま舞台に立ちネタを披露する。最後に収録後の後日談もある。
コンセプトは、2014年から松本と陣内がプライベートで行っている「ランチ会」（松本と面識がない芸人を、陣内が松本に紹介する食事会）から。
番組ロゴには「〜下がり上がり」の下に、下から上に向かう矢印（現状を打破するイメージ）が付く。

## 出演者
※ゲストについては#放送リストを参照。
- 松本人志（ダウンタウン）

MC
- 陣内智則

## 放送リスト
※放送時点での芸歴は、どの時点（結成?デビュー?）からカウントしているか曖昧なので、ここではデビューからとする。
| 回 | 放送日時                      | 出演芸人           | 活動歴 | 所属                                   |
| -- | ----------------------------- | ------------------ | ------ | -------------------------------------- |
| 1  | 2015年7月4日 0:55-1:55        | プー&ムー          | 23年目 | よしもとクリエイティブ・エージェンシー |
| 1  | 2015年7月4日 0:55-1:55        | トータルテンボス   | 18年目 | よしもとクリエイティブ・エージェンシー |
| 2  | 2015年10月5日 0:45-1:45       | ソラシド           | 18年目 | よしもとクリエイティブ・エージェンシー |
| 2  | 2015年10月5日 0:45-1:45       | 井下好井           | 10年目 | よしもとクリエイティブ・エージェンシー |
| 3  | 2017年 1月4日23:00-1月5日0:15 | インポッシブル     | 12年目 | よしもとクリエイティブ・エージェンシー |
| 3  | 2017年 1月4日23:00-1月5日0:15 | ダイアン           | 17年目 | よしもとクリエイティブ・エージェンシー |
| 3  | 2017年 1月4日23:00-1月5日0:15 | 見取り図           | 10年目 | よしもとクリエイティブ・エージェンシー |
| 4  | 2017年6月30日 23:00-23:58     | ぴろき             | 31年目 | オフィスぴろき                         |
| 4  | 2017年6月30日 23:00-23:58     | スーパーマラドーナ | 14年目 | よしもとクリエイティブ・エージェンシー |
| 4  | 2017年6月30日 23:00-23:58     | 大自然             | 2年目  | よしもとクリエイティブ・エージェンシー |

## 放送局・配信
※同時ネット局のみ抜粋。フジテレビオンデマンドでは第1回のみ配信中。第3回以降は、クロスネット局（テレビ大分・テレビ宮崎）以外の全フジテレビ系列局での放送となっている。
| 放送局・配信元           | 放送対象地域   | 系列           | 備考            |
| ------------------------ | -------------- | -------------- | --------------- |
| フジテレビ               | 関東広域圏     | フジテレビ系列 | 制作局          |
| 仙台放送                 | 宮城県         | フジテレビ系列 | 同時ネット      |
| さくらんぼテレビ         | 山形県         | フジテレビ系列 | 第2回同時ネット |
| 福島テレビ               | 福島県         | フジテレビ系列 | 第2回同時ネット |
| 岡山放送                 | 岡山県・香川県 | フジテレビ系列 | 第2回同時ネット |
| テレビ新広島             | 広島県         | フジテレビ系列 | 第2回同時ネット |
| 高知さんさんテレビ       | 高知県         | フジテレビ系列 | 第2回同時ネット |
| 北海道文化放送           | 北海道         | フジテレビ系列 | 第3回同時ネット |
| 岩手めんこいテレビ       | 岩手県         | フジテレビ系列 | 第3回同時ネット |
| 秋田テレビ               | 秋田県         | フジテレビ系列 | 第3回同時ネット |
| 新潟総合テレビ           | 新潟県         | フジテレビ系列 | 第3回同時ネット |
| 長野放送                 | 長野県         | フジテレビ系列 | 第3回同時ネット |
| 富山テレビ放送           | 富山県         | フジテレビ系列 | 第3回同時ネット |
| 石川テレビ放送           | 石川県         | フジテレビ系列 | 第3回同時ネット |
| 福井テレビジョン放送     | 福井県         | フジテレビ系列 | 第3回同時ネット |
| 東海テレビ放送           | 中京広域圏     | フジテレビ系列 | 第3回同時ネット |
| テレビ静岡               | 静岡県         | フジテレビ系列 | 第3回同時ネット |
| 関西テレビ放送           | 近畿広域圏     | フジテレビ系列 | 第3回同時ネット |
| 山陰中央テレビジョン放送 | 鳥取県・島根県 | フジテレビ系列 | 第3回同時ネット |
| テレビ愛媛               | 愛媛県         | フジテレビ系列 | 第3回同時ネット |
| テレビ西日本             | 福岡県         | フジテレビ系列 | 第3回同時ネット |
| サガテレビ               | 佐賀県         | フジテレビ系列 | 第3回同時ネット |
| テレビ長崎               | 長崎県         | フジテレビ系列 | 第3回同時ネット |
| テレビ熊本               | 熊本県         | フジテレビ系列 | 第3回同時ネット |
| 鹿児島テレビ放送         | 鹿児島県       | フジテレビ系列 | 第3回同時ネット |
| 沖縄テレビ放送           | 沖縄県         | フジテレビ系列 | 第3回同時ネット |

## 主要スタッフ
- ナレーター：橋本さとし
- 構成：高須光聖、さだ
- 制作協力：ニユーテレス、フジアール、fmt、imagica、j-works
- 撮影協力：Once Upona time[5]
- 制作協力：吉本興業
- プロデューサー：松本祐紀、利光ともこ[注 1]、五十嵐剛[注 2]
- 演出：竹内誠
- チーフプロデューサー：中嶋優一
- 制作著作：フジテレビ（第二制作センター）